# GP2 Series 2009

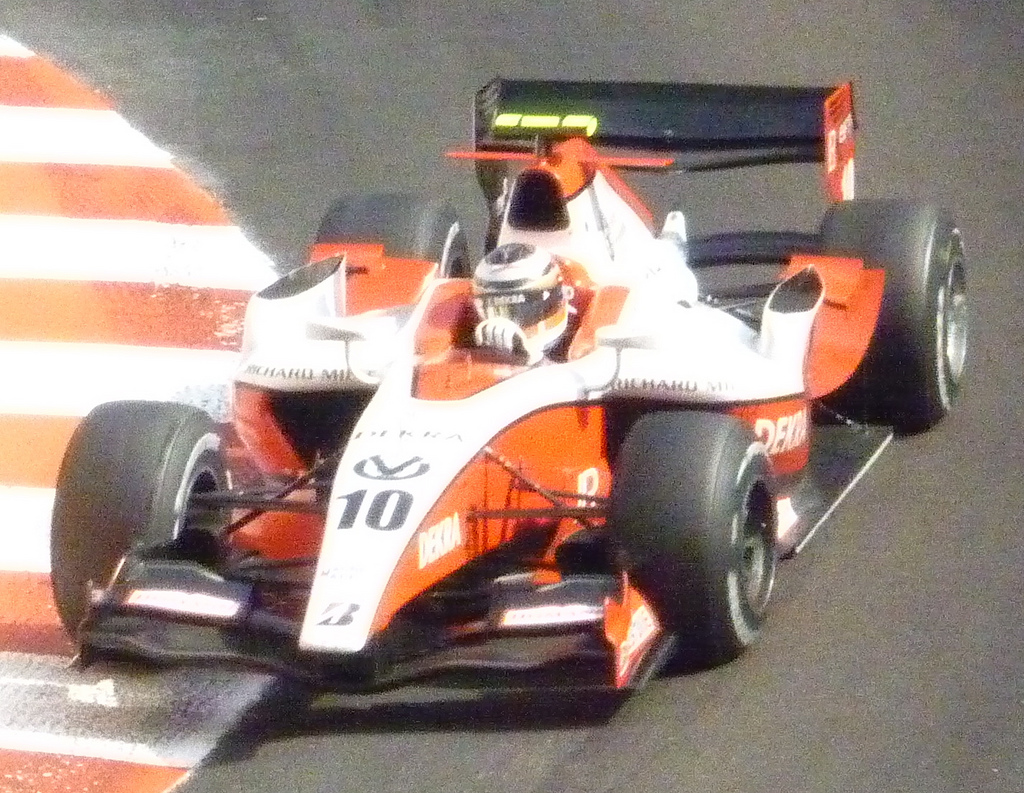
Mästare blev Nico Hülkenberg. Här på Circuit de Monaco.

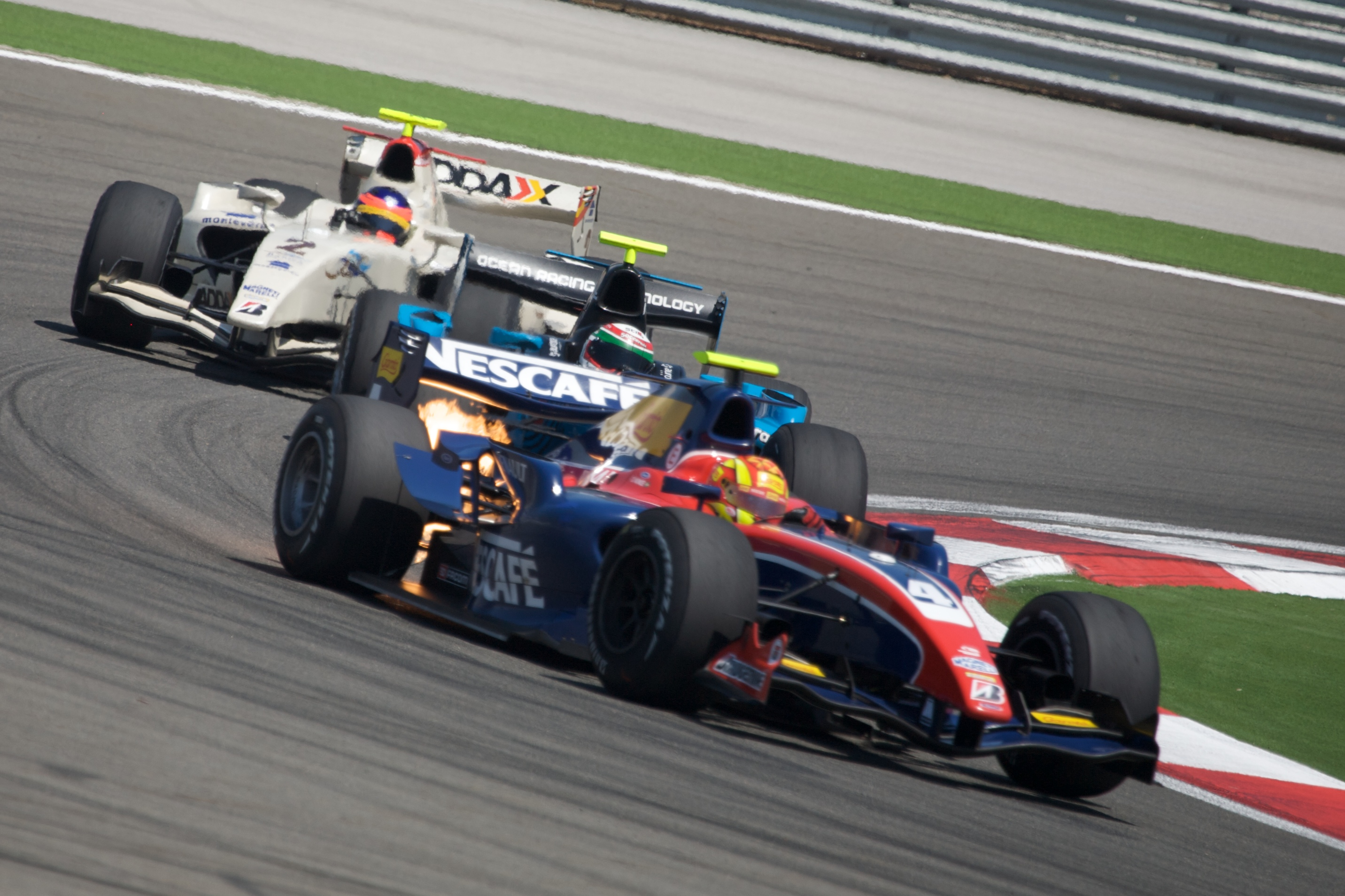
Diego Nunes, Álvaro Parente och Romain Grosjean på Istanbul Park.

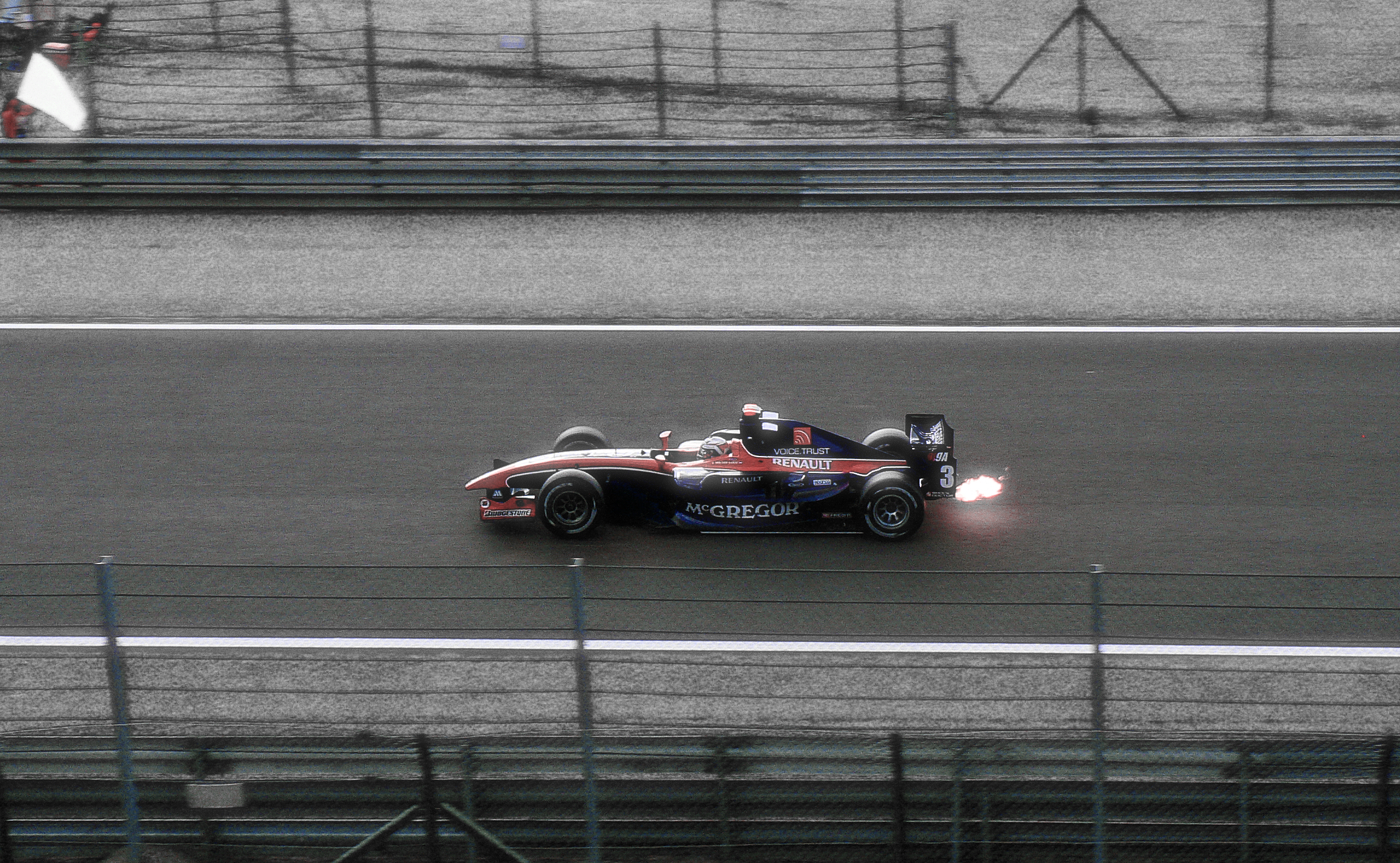
Giedo van der Garde blev totalt sjua i mästerskapet. Här kör han det första racet på Circuit de Spa-Francorchamps, det andra vann han.

GP2 Series 2009 var den femte säsongen av formelbilsmästerskapet GP2 Series. Säsongen kördes över 10 omgångar och 20 heat.

## Tävlingskalender
| Datum           | Bana                               | Segrare Race 1      | Team                    | Segrare Race 2      | Team                    |
| --------------- | ---------------------------------- | ------------------- | ----------------------- | ------------------- | ----------------------- |
| 9-10 maj        | Circuit de Catalunya               | Romain Grosjean     | Barwa Addax Team        | Edoardo Mortara     | Arden International     |
| 22-23 maj       | Circuit de Monaco                  | Romain Grosjean     | Barwa Addax Team        | Pastor Maldonado    | ART Grand Prix          |
| 6-7 juni        | Istanbul Park                      | Vitalij Petrov      | Barwa Addax Team        | Lucas di Grassi     | Racing Engineering      |
| 20-21 juni      | Silverstone Circuit                | Alberto Valério     | Piquet GP               | Pastor Maldonado    | ART Grand Prix          |
| 11-12 juli      | Nürburgring                        | Nico Hülkenberg     | ART Grand Prix          | Nico Hülkenberg     | ART Grand Prix          |
| 25-26 juli      | Hungaroring                        | Nico Hülkenberg     | ART Grand Prix          | Giedo van der Garde | iSport International    |
| 22-23 augusti   | Valencia Street Circuit            | Vitalij Petrov      | Barwa Addax Team        | Nico Hülkenberg     | ART Grand Prix          |
| 29-30 augusti   | Circuit de Spa-Francorchamps       | Álvaro Parente      | Ocean Racing Technology | Giedo van der Garde | iSport International    |
| 12-13 september | Autodromo Nazionale Monza          | Giedo van der Garde | iSport International    | Luiz Razia          | PPR.com Scuderia Coloni |
| 19-20 september | Autódromo Internacional do Algarve | Nico Hülkenberg     | ART Grand Prix          | Luca Filippi        | Super Nova Racing       |

## Slutställning
| Plats | Förare              | Poäng |
| ----- | ------------------- | ----- |
| 1     | Nico Hülkenberg     | 100   |
| 2     | Vitalij Petrov      | 75    |
| 3     | Lucas di Grassi     | 63    |
| 4     | Romain Grosjean     | 45    |
| 5     | Luca Filippi        | 40    |
| 6     | Pastor Maldonado    | 36    |
| 7     | Giedo van der Garde | 34    |
| 8     | Álvaro Parente      | 30    |
| 9     | Jérôme d'Ambrosio   | 29    |
| 10    | Javier Villa        | 27    |
| 11    | Roldán Rodríguez    | 25    |
| 12    | Sergio Pérez        | 22    |
| 13    | Andreas Zuber       | 21    |
| 14    | Edoardo Mortara     | 19    |
| 15    | Alberto Valerio     | 16    |
| 16    | Kamui Kobayashi     | 16    |
| 17    | Davide Valsecchi    | 12    |
| 18    | Karun Chandhok      | 10    |
| 19    | Luiz Razia          | 8     |
| 20    | Diego Nunez         | 8     |
| 21    | Dani Clos           | 4     |
| 22    | Davide Rigon        | 3     |
| 23    | Michael Herck       | 0     |
| 24    | Nelson Panciatici   | 0     |
| 25    | Stefano Coletti     | 0     |
| 26    | Ricardo Teixeira    | 0     |
| 27    | Giacomo Ricci       | 0     |
| 28    | Franck Perera       | 0     |
| 29    | Rodolfo González    | 0     |
| 30    | Johnny Cecotto Jr.  | 0     |